# Prúsias II
Prúsias II foi um rei da Bitínia, filho e sucessor de Prúsias I e antecessor de Nicomedes II.
Segundo Políbio, Prúsias era indigno da dignidade real, a evidência é que, quando ele recebeu enviados de Roma, apresentou-se a eles de cabeça raspada, vestindo uma toga no estilo dos libertos, e se declarando como um liberto que quer imitar tudo que é romano.
Prúsias se casou com uma irmã de Perseu da Macedónia, mas quando os romanos derrotaram Perseu, Prúsias se rendeu aos romanos.
Prúsias foi a Roma, para parabenizar o senado e os generais, Ele se ajoelhou no senado, em adoração aos senadores, saudando-os como deuses salvadores, além de outras atitudes humilhantes.
Prúsias atacou Átalo, rei do Pérgamo, mas foi obrigado pelo senado a restituir o território capturado e pagar uma multa.
Prúsias era detestado por sua crueldade, ou por ter um comportamento efeminado, e enviou seu filho Nicomedes II para Roma, para tentar evitar pagar a dívida com Pérgamo. Prúsias II resolveu matar Nicomedes, quando este estava em Roma, para que seus filhos de um segundo casamento o sucedessem. Prúsias enviou Ménas, supostamente para auxiliar Nicomedes, mas com ordens de matá-lo. Os assassinos  contaram o plano a Nicomedes, e disseram para ele se antecipar ao pai.
Nicomedes retornou à Bitínia, derrubou Prúsias, o exilou e o executou, sem sentir menos culpa do que o pai sentira ao ordenar a morte do filho. Após Nicomedes haver derrotado Prúsias, ele se refugiou no altar de Zeus como suplicante, mas foi morto pelo filho, que assumiu o trono após este ato sacrílego.